# Тамарисковый дятел
Тамарисковый дятел (лат. Dendrocopos assimilis) — вид птиц из семейства дятловых. Распространены в Пакистане, Индии и на юге Ирана. Подвидов не выделяют.

## Описание
Небольшой дятел, длина тела 20—22 см, масса 42—64 г. Верх головы и затылок красного цвета с чёрной или серой каймой. У взрослых самцов лоб, бровь, щеки, кроющие перья ушных раковин и боковые стороны шеи белого цвета. От ушей и верхней части груди проходит узкая чёрная полоса. Подбородок и горло белые. Первостепенные маховые перья черновато-коричневые с большими белыми полосами. Верхняя часть хвоста чёрная, но две пары внешних рулевых перьев окрашены в белый цвет. Нижняя сторона хвоста коричневатая с белыми полосами. Нижняя часть тела белая, бока с чёрными прожилками. Нижняя часть груди и живот розоватого цвета, который резко переходит на красный на подхвостье. Нижняя сторона крыльев белая с серыми полосами на уровне маховых крыльев. У взрослых самок клюв несколько короче, чем у самцов. Верх головы и затылок полностью чёрные. У молодых особей окраска более тусклая, а чёрные области заменены коричневыми. Подхвостье светлее и часто розового цвета. 

## Биология

### Места обитания
Естественными местообитаниями являются тропические и субтропические сухие леса, заросли колючих кустарников и водно-болотные угодья вблизи пресноводных водоёмов. Также встречаются в садах и плантациях. Обнаружены на высоте до 2200 метров над уровнем моря.
Осёдлые птицы. 

### Питание
Тамарисковый дятел питается в основном муравьями, особенно рода Camponotus; иногда личинками жуков.

### Размножение
Сезон гнездования очень короткий: с марта по апрель. Полости, в которые откладываются яйца, обычно расположены на высоте от 1 до 4 метров над землей, на стволе или сухих ветвях растений рода Tamarix. В строительстве гнезда участвуют как самец, так и самка. Кладка состоит из 3—5 яиц, которые высиживают обе родительские птицы в течение 15—16 дней. Заботятся о птенцах также оба родителя. Птенцы оперяются через 20 дней.